# جیسون استنلی
جیسون استنلی (به انگلیسی: Jason Stanley؛ زاده ۱۹۶۹) فیلسوف آمریکایی است که استاد ژاکوب اوروسکی، در رشته فلسفه در دانشگاه ییل است. او بیش‌تر به‌خاطر مشارکت‌هایش در فلسفه زبان و معرفت‌شناسی شناخته می‌شود، که اغلب از حوزه‌های دیگر، از جمله زبان‌شناسی و علوم شناختی، استفاده می‌کند، و بر آن تأثیر می‌گذارد. استنلی در کار اخیر خود، ابزارهایی را از فلسفه زبان و معرفت‌شناسی برای پاسخ‌گویی به مسائل فلسفه سیاسی، به‌ویژه در کتابش «چگونه پروپاگاندا کار می‌کند» (۲۰۱۵)، آورده‌است.

## جوانی و تحصیل
استنلی در شمال نیویورک در خانواده‌ای یهودی بزرگ شد، و از دبیرستان کورکوران در سیراکوس نیویورک فارغ‌التحصیل شد. در دوران دبیرستان، به‌مدت یک سال در لونن آلمان به‌عنوان بخشی از «تبادل جوانان کنگره-بوندستاگ» تحصیل کرد. او در دانشگاه ایالتی نیویورک در بینگهامتون ثبت نام کرد و در آن‌جا فلسفه زبان را زیر نظر جک کامینسکی خواند. در سال ۱۹۸۷ به دانشگاه توبینگن منتقل شد، اما در سال ۱۹۸۸ به دانشگاه ایالتی نیویورک بازگشت؛ این‌بار به دانشگاه استونی بروک. در آن‌جا زیر نظر پیتر لودلو و ریچارد لارسون به مطالعه فلسفه و زبان‌شناسی پرداخت. استنلی مدرک کارشناسی خود را در می ۱۹۹۰ دریافت کرد و در ژانویه ۱۹۹۵ دکترای خود را از مؤسسه فناوری ماساچوست با رابرت استالناکر به‌عنوان مشاور پایان‌نامه اخذ کرد.

## زندگی حرفه‌ای
استنلی پس از دریافت دکترای خود، شغلی را به‌عنوان مدرس حقوق‌بگیر در دانشگاه کالج آکسفورد پذیرفت. او به نیویورک بازگشت و تا سال ۲۰۰۰ در دانشگاه کرنل تدریس کرد. بعد به‌عنوان دانشیار فلسفه در دانشگاه میشیگانمنصوب شد. در سال ۲۰۰۴ به بخش فلسفه در دانشگاه راتگرز نقل مکان کرد، و از سال ۲۰۰۴ تا ۲۰۱۳ در آن‌جا تدریس کرد. در مارس ۲۰۱۳ کرسی استادی را در دانشگاه ییل پذیرفت.
او نویسنده پنج کتاب است، از جمله «چگونه پروپاگاندا کار می‌کند» (2015) و «چگونه فاشیسم کار می‌کند» (۲۰۱۸). آثار استنلی به‌عنوان فیلسوف زبان و مرجعی در تبلیغات ودروغ‌گویی سیاسی حکومتی و فاشیسم، اغلب سیاست معاصر و امور خارجی را از دریچه آلمان نازی و هولوکاست می‌نگرد. او در سال 2018 و ۲۰۲۱ با واکس مدیا، در سال ۲۰۲۰ با ان‌پی‌آر؛ در سال ۲۰۲۰ با کی‌سی‌آردابلیو در لس آنجلس، و در سال ۲۰۲۱ با WBUR در بوستون مصاحبه کرده‌است.

## زندگی شخصی
والدین استنلی، هر دو از اروپا به ایالات متحده مهاجرت کردند- پدرش در سال ۱۹۳۹، از آلمان و مادرش از لهستان. او در شمال ایالت نیویورک بزرگ شد. او نوه ایلسه استنلی است، که از سال ۱۹۳۶ تا ۱۹۳۸، ۴۱۲ نفر را از اردوگاه‌های کار اجباری نازی‌ها آزاد کرد. استنلی پیشینه یهودی خود را این‌گونه توصیف می‌کند که نوشته‌هایش در مورد فاشیسم را آگاه می‌کند: «برای من یهودیت به‌معنای تعهد من به توجه در برابری و حقوق گروه‌های اقلیت است.»

## جوایز
کتاب «دانش و علایق عملی» او در سال ۲۰۰۷ برنده جایزه کتاب انجمن فلسفی آمریکا شد.
در سال ۲۰۱۶، برای کتاب «چگونه پروپاگاندا کار می‌کند»، جایزه پروس در فلسفه را دریافت کرد.

## آثار
- استنلی, جیسون (2005). دانش و علایق عملی. آکسفورد: انتشارات دانشگاه آکسفورد. ISBN 978-0-19-922592-7.
- استنلی, جیسون (2007). زبان در زمینه: مقالات منتخب. آکسفورد: انتشارات دانشگاه آکسفورد. ISBN 978-0-19-923043-3.
- استنلی, جیسون (2011). چگونه بدانیم. آکسفورد: انتشارات دانشگاه آکسفورد. ISBN 978-0-19-969536-2.
- استنلی, جیسون (2015). پروپاگاندا چگونه کار می‌کند. پرینستون، نیوجرسی: انتشارات دانشگاه پرینستون. ISBN 978-0-691-16442-7.
- استنلی, جیسون (2018). فاشیسم چگونه کار می‌کند: سیاست ما و آن‌ها. لندن: پنگوئن. ISBN 978-0-525-51183-0.